# فیلیپ راینهارت
فیلیپ راینهارت (آلمانی: Philippe Reinhardt؛ زادهٔ ۱۴ مهٔ ۱۹۸۱) بازیگر اهل سوئیس است.
از فیلم‌ها یا برنامه‌های تلویزیونی که وی در آن نقش داشته‌است، می‌توان به هشدار برای کبرا ۱۱ و استالینگراد اشاره کرد.